# コヴィントン&バーリング法律事務所
コヴィントン＆バーリング法律事務所（英語: Covington & Burling LLP）は、アメリカ合衆国の多国籍ホワイト・シュー法律事務所。
名声のある法律事務所として知られるこの法律事務所は、ワシントン D.C.に本社を置き、取引、訴訟、規制、公共政策の問題についてクライアントに助言をしている。  
2021年、Vault.comは、コヴィントン＆バーリングをワシントン D.C.で第1位の法律事務所としてランク付けした。 